# Port de Boston
Pour les articles homonymes, voir Boston.
Le port de Boston (AMS Seaport Code : 0401 et UN/LOCODE : US BOS) est un grand port maritime localisé dans le Boston Harbor à proximité de la ville de Boston. Il est le plus gros port du Massachusetts et l'un des plus importants de la Côte Est des États-Unis.